# 吉村貫一郎
吉村 貫一郎（1839年（天保10年）？—1868年1月30日（慶應4年1月6日）？），為日本幕末盛岡藩出身的藩士。新選組隊士、諸士取扱役兼監察、撃劍教頭。劍術流派有北辰一刀流、新當流。本名嘉村權太郎。

## 生涯
為盛岡藩的下級武士的次男。以其學問和劍術進入了盛岡藩内的鹿島新當流門下，並且開始嶄露頭角。
文久3年（1863年），實現江戶之行並且進入北辰一刀流的玄武館。這個時候的道場是談論國家大事的重要場所，因此吉村對於尊王攘夷的思想開始傾倒。
慶應元年（1865年），脱離盛岡藩。但貧窮的吉村因為對於自己家裡環境感到憂心，於是進入了當時聞名天下的新選組。並以其文武雙全之才受到賞識，被拔擢為諸士取扱役兼監察和劍術師父。
慶應3年（1867年），新選組被拔擢為幕臣，吉村並被賜為和見廻組一樣的地位。這時，吉村在鄉下的家族因為獲得充足的補貼而感動到痛哭流涕。
在就任擊劍師父後，吉村公開和人戰鬥的紀錄卻相當稀少。為了移轉新選組基地而去西本願寺談判，然後吉村有出席土佐藩因三條公告牌事件（禁門之變後土佐藩武士擅自拔除立於京都三條大橋宣告長州藩是朝敵的公告牌，結果這些武士被新選組攻擊和逮捕）而向新選組道歉的酒宴，在天滿屋事件擔任三浦休太郎的護衛時，吉村也沒有和人戰鬥的記錄。不過說起來，這段時間他卻是以論客身分活躍。
慶應4年（1868年）正月，吉村參與鳥羽伏見之戰，不過後來是戰死或脫離戰場則不詳。根據子母澤寛所寫，知道新選組離開大阪但卻迷路的吉村想向盛岡藩請求回歸，身為管家的大野次郎右衛門以他身為武士卻有不應該的行為而要求他切腹，並且就在盛岡藩的藩邸裡進行。在他切腹的房間裡放置著二分金十枚和一張紙，據說吉村在紙上寫著請把錢匯款到他的家族的要求。
但是大野次郎右衛門是虛構人物，所以吉村的最後下場為子母澤寛的創作可能性相當高。不過身為其子孫的嘉村家在祖先名冊裡卻記載有一人在明治三年一月十五日過世，但不清楚是否為吉村本人。

## 媒體上的吉村貫一郎
上述所記多數是來自作家子母澤寬的作品《新選組物語》與《隊士絶命記》，但其中記述的部分大多為虛構，未必全為史實。
淺田次郎的歷史小説《壬生義士傳》（以吉村貫一郎為主角），也是依據子母澤的作品所創作。並且在2002年由東京電視台以長篇電視劇的方式播出（10小時）（吉村貫一郎：渡邊謙飾），隔年2003年推出電影版（導演：瀧田洋二郎，吉村貫一郎：中井貴一飾）。